# Curt Rotter
Curt Rotter (* 16. November 1881 in Wien; † 10. April 1945 ebenda) war ein österreichischer Germanist und Volksmusikforscher. Er wurde 1912 zum Vorsitzenden des „Arbeitsausschusses für das Volkslied in Salzburg“ bestellt und übernahm 1918, nach dem Freitod Josef Pommers am 25. November, auch den Vorsitz im Österreichischen Volksliedunternehmen.

## Biographie
Nach seinem Abitur am k.k. Elisabeth-Gymnasium (heute Rainergymnasium) im Jahre 1900 und bereits während seiner darauf folgenden Militärzeit inskribierte Rotter 1901 an der Universität Wien. Dort wurde er 1901 Mitglied der Wiener akademischen Burschenschaft Teutonia. Sein Studium der Germanistik schloss er in Berlin mit einer Dissertation über den „Schnaderhüpfl-Rhythmus“ ab. Während seiner Tätigkeit für den Salzburger Arbeitsausschuss musste er vom 1. August 1914 bis zum 28. Mai 1919 am Ersten Weltkrieg teilnehmen. In diesem Jahr begann er seine berufliche Laufbahn an der Wiener Universitätsbibliothek, von wo er schließlich an die Bibliothek der heutigen Universität für Musik und darstellende Kunst in Wien wechselte. Am Höhepunkt seiner beruflichen Karriere stand er schließlich 1938, als ihm die Leitung dieser Bibliothek übertragen wurde, die er bis zu seinem Tod innehatte. Am 14. Februar heiratete Curt Rotter Alice, geb. Zhuber von Okrog, mit der er zwei Kinder, Lisbet (* 1925) und Adelheid (* 1929) hatte. Am 11. September 1940 beantragte er die Aufnahme in die NSDAP und wurde zum 1. Oktober desselben Jahres aufgenommen (Mitgliedsnummer 9.020.663).
Am 12. April 1945, als die Russen bereits vor Wien lagen, beging er auf dem jüdischen Friedhof in Währing (vermutlich) Selbstmord.